# Tinostoma smaragditis
Tinostoma smaragditis är en fjärilsart som beskrevs av Edward Meyrick 1899. Tinostoma smaragditis ingår i släktet Tinostoma och familjen svärmare. IUCN kategoriserar arten globalt som starkt hotad. Inga underarter finns listade i Catalogue of Life.